# Notte prima degli esami - Oggi
Notte prima degli esami - Oggi è un film italiano del 2007 diretto da Fausto Brizzi. 
Ha vinto una decina di premi, tra cui il TRL Award, premio firmato MTV, come "Film dell'anno" e il Telegatto sempre come "Film dell'anno" ed ha permesso al regista di vincere il Nastro d'argento 2007 come "Personaggio dell'anno".
A differenza di Notte prima degli esami, dove le vicende dei ragazzi avevano luogo nel 1989, il film è ambientato nel 2006 - in concomitanza con la corsa della nazionale di calcio italiana alla vittoria dei mondiali di calcio in Germania - e racconta le vicende di Luca Molinari, preso tra l'amore per l'addestratrice di delfini Azzurra e l'immaturità del padre Paolo, il tutto alla soglia degli esami di maturità. Il film ha incassato 12117000 €.

## Trama
Roma, giugno 2006. Luca Molinari è un diciannovenne che frequenta l'ultimo anno di liceo, convinto di avere pochissime possibilità di essere promosso all'esame di maturità. Il ragazzo ha un gruppo di amici a cui è molto legato, con i quali deve affrontare il temibile esame: Riccardo, Alice, Massimiliano detto "Massi" e la fidanzata di quest'ultimo, Simona. Un giorno Luca, a Trastevere, ritrovatosi per caso nel mezzo di una battaglia con i cuscini organizzata attraverso un flash mob, incontra in tale occasione Azzurra De Angelis, una stravagante addestratrice di delfini e aspirante biologa marina, e se ne innamora, cominciando a frequentarla e portandola persino ad un concerto jazz, genere musicale che lui odia, per il quale riesce a procurarsi i biglietti a caro prezzo da Riccardo. Pochi giorni dopo, di sera, Luca decide di andare con gli amici nella sua casa al mare per una notte di studio, ma giunti lì scoprono il padre del protagonista, Paolo, che esce spesso di casa la sera dicendo alla moglie Antonella di andare a giocare a calcetto, insieme alla sua amante, ovvero la professoressa Elisabetta Paliani, insegnante di matematica dei ragazzi. Luca è visibilmente imbarazzato nello scoprire davanti ai suoi amici l'irresponsabilità del padre e gli fa promettere di lasciare immediatamente la professoressa, cosa che però Paolo alla fine non fa, anche perché la Paliani gli comunica di sospettare una gravidanza. Le vicende dei ragazzi sono accompagnate dagli incontri della nazionale italiana di calcio ai campionati del mondo di quell'anno, che porteranno gli Azzurri, assolutamente sfavoriti secondo i pronostici iniziali, ad arrivare in finale.
Luca si avvicina sempre di più ad Azzurra ed alla fine i due si baciano e si fidanzano; ad un certo punto però la ragazza gli dice inaspettatamente di volerlo lasciare. Andato a casa sua a chiedere spiegazioni, Azzurra gli rivela di aver trovato un nuovo posto di lavoro e una possibilità di studiare a Parigi, che le rendono necessario partire il giorno seguente, e di essere sicura di non poter sostenere una relazione a distanza. Luca, convinto che in realtà lei abbia trovato un altro, in quel momento scopre che in casa si trova anche un ragazzo francese di nome Pierre, che Azzurra gli presenta come amico, quindi insulta la giovane, aggredisce il ragazzo e se ne va arrabbiato.
Dopo essere stato quasi scoperto da Antonella a cenare con l'amante, Paolo decide di interrompere la relazione con la professoressa dopo aver appreso che la gravidanza era in realtà un falso allarme, e per farlo le racconta che la moglie si sarebbe ammalata di cancro e di volerle stare vicino nei pochi mesi di vita che le rimangono. Elisabetta acconsente, ma in seguito incontra per caso la moglie di Paolo in ospedale e viene a sapere che in realtà la donna sta curando un banale eritema, quindi, furiosa per la bugia, lascia Paolo definitivamente. Poco dopo Paolo viene lasciato anche dalla moglie, che lo caccia di casa dopo aver appreso del suo tradimento tramite il blog di Riccardo, il quale, all'insaputa degli amici, vi scrive tutte le vicende altrui di cui viene a conoscenza.
Massi, nel frattempo, ha lasciato Simona dicendole di volersi prendere una pausa di riflessione e di voler fare nuove esperienze, ma in realtà vuole campo libero perché invaghitosi di Giulia, una ragazza incontrata giorni prima in piscina. Questo si rivela però uno scherzo organizzato da Luca e Riccardo, e si scopre che Giulia è in realtà la cugina di quest'ultimo. Massi, pentitosi, chiede così a Simona di tornare con lui, ma lei rifiuta piantandolo in asso. Quella sera tutti gli amici tranne Massi si ritrovano ad una festa in casa di Alice. Lì Simona si ubriaca e, quando Riccardo la riaccompagna a casa, lei improvvisamente lo bacia. Massi, che si trovava ancora sotto casa della ragazza, assiste alla scena, fraintende la situazione e aggredisce fisicamente Riccardo, quindi i due finiscono in ospedale. Finita intanto la festa, Alice è rimasta da sola con Luca e lo porta a letto, perché segretamente innamorata di lui, ma al mattino va via arrabbiata quando si rende conto che il ragazzo è ancora interessato ad Azzurra. 
Arriva la notte prima degli esami e Luca, visti gli avvenimenti che hanno diviso il suo gruppo di amici, si trova a trascorrerla in un bar chiacchierando con suo padre, al quale rimprovera di non essere stato presente quando aveva bisogno di lui. Proprio in tale luogo, Luca riconosce il ragazzo francese che aveva incontrato a casa di Azzurra e scopre che è in realtà gay. Dopo aver raggiunto di corsa la stazione Termini ed essere salito sul treno notturno per Parigi, Luca riesce a trovare Azzurra nella sua cabina; dopo essersi scusato con lei per la sua reazione, i due fanno finalmente l'amore. Nel frattempo Paolo riesce ad incontrare nuovamente la moglie grazie al suocero Luigi (che gestisce un piccolo ristorante nel quale Luca aveva portato a cena Azzurra) e le chiede scusa.
Risvegliatosi a bordo del treno con Azzurra, Luca si rende conto di essere arrivato a Milano: sono le 2 di notte e alle 8 deve essere a Roma per la prima prova scritta, e oltretutto nella stessa giornata è previsto uno sciopero dei treni. Riesce rocambolescamente ad arrivare prima ad Arezzo facendosi prendere a bordo da un camionista, e quindi a tornare a Roma grazie al padre che lo viene a prendere in moto. Arriva però a scuola con quarto d'ora di ritardo, e nonostante riesca a convincere la professoressa Paliani e gli altri commissari a chiudere un occhio, il presidente della commissione (un professore che aveva già avuto una serie di sfortune a causa di Luca) non intende ammetterlo all'esame. A quel punto, i suoi amici dapprima (i quali si riconciliano con lui accogliendolo con affetto) e poi tutto il resto dei candidati si rifiutano di continuare l'esame se Luca non potrà farlo insieme a loro, ed escono dall'aula. Il presidente è quindi costretto a cambiare idea e il ragazzo svolge gli esami, uscendone "con un deprimente 60" ma potendo consolarsi immediatamente con la vittoria della Nazionale italiana al Mondiale.
Prima dei titoli di coda viene riportato che Paolo è stato perdonato dalla moglie ma nonostante questo ha ripreso a tradirla e che Luca è stato lasciato circa sei mesi dopo da Azzurra (evento che è stato ampiamente raccontato da Riccardo nel suo blog), tuttavia si è nuovamente innamorato.

## Curiosità
- Nella scena in cui i ragazzi stanno guardando Italia - Ucraina, incontro finito 3-0 per gli azzurri, Massi dice "E dopo la partita tutti a farci il bagno alla Fontana di Trevi". Questo è un chiaro riferimento al primo film in cui Riccardo, durante la festa davanti alla stessa storica sorgente, alla fine dice proprio: "Oh, raga... e dopo, tutti a farsi il bagno alla Fontana di Trevi, Ostia".
- Sempre nella sequenza in cui ha luogo la partita Italia - Ucraina viene citato il calciatore Roberto Pruzzo, noto attaccante della Roma degli anni 1980, nella scena in cui la tifosa affacciata al balcone, interpretata da Paola Minaccioni, parla con Luca del terzo gol degli Azzurri, segnato nella realtà da Luca Toni, paragonandolo ad una delle tante reti di Pruzzo.

- Nel film si mostra che la notte prima degli esami di Luca e dei suoi amici coincide con la semifinale dei Mondiali del 2006 Italia - Germania, vinta dalla nazionale azzurra; ciò non corrisponde con la realtà, perché tale partita si è svolta la sera del 4 luglio, mentre la data della prima prova scritta della maturità nel 2006 è stata il 21 giugno.

- Nelle scene finali del film Luca racconta di aver chiuso i suoi esami con "un deprimente 60" ma di essere subito tornato di buonumore grazie alla vittoria dell'Italia ai Mondiali, con l'ultimo rigore della finale mandato a segno da Fabio Grosso, e si vede la città di Roma in festa per il trionfo degli Azzurri. Se la notte prima degli esami è quella della semifinale Italia - Germania, che Luca guarda con il padre per poi raggiungere Azzurra in treno, si è trattato del 4 luglio, quindi la prima prova scritta ha luogo il giorno successivo, il 5 luglio, e siccome la finale Italia - Francia si è giocata la sera del 9 luglio, nel film il protagonista avrebbe svolto le tre prove scritte (come previsto dalla formula degli esami in vigore nel 2006) ed il colloquio orale finale in soli 4 giorni, il che è impossibile in quanto le prove orali di maturità non iniziano mai immediatamente dopo il termine di quelle scritte, che devono essere corrette dai docenti membri delle commissioni.

- Nel maggio del 2007 è stato pubblicato un romanzo tratto dal film; per la maggior parte è raccontato da Luca, ma ogni tanto ci sono annotazioni del blog di Azzurra.

## Riconoscimenti
- 2007 - David di Donatello
  - Nomination Premio David Giovani a Fausto Brizzi
- 2007 - Nastro d'argento
  - Nastro d'argento speciale a Fausto Brizzi
  - Nomination Migliore produttore a Federica Lucisano, Fulvio Lucisano e Giannandrea Pecorelli
- 2007 - Telegatto
  - Miglior film a Fausto Brizzi
- 2008 - Golden Graals
  - Nomination Miglior regista in un film commedia a Fausto Brizzi

## Colonna sonora
1. Finley - Diventerai una star
2. Finley - Dollars & Cars
3. Luca Carboni - Malinconia
4. Julieta Venegas - Limon Y Sal
5. Queen - We Are the Champions
6. Queen - Don't Stop Me Now
7. The Fratellis - Chelsea Dagger
8. The Feeling - Rose
9. The Feeling - Strange
10. The Pipettes - Pull Shapes
11. Flanders - By My Side
12. Alexia - Happy
13. Gemelli Diversi - Ancora un po' (inedito)
14. The Fratellis - Henrietta